# Oscar R. Ewing
Pour les articles homonymes, voir Ewing.
Oscar R. Ewing (8 mars 1889 - 8 janvier 1980) est un avocat, réformateur social et homme politique américain du XXe siècle. Il est l'un des principaux auteurs du programme Fair Deal du président américain Harry S. Truman,.

## Biographie
Oscar Ross Ewing est né le 8 mars 1889 à Greensburg dans l'État de l'Indiana. Ses parents sont George McClellan Ewing et Nettie Ross Ewing,.
En 1910, il est diplômé de l'université de l'Indiana à Bloomington. En 1913, il est diplômé de la Harvard Law School,.

### Carrière d'avocat
Ewing enseigne d'abord à la University of Iowa Law School. Ensuite, il rejoint un cabinet d'avocats à Indianapolis,.
Pendant la Première Guerre mondiale, il sert dans l'armée américaine et la quitte avec le poste de capitaine,.
En 1920, il rejoint le cabinet d'avocats Hughes, Schurman and Dwight à New York. En 1937, il cofonde Hughes, Hubbard and Ewing, où il reste jusqu'en 1947,.
En 1942, il devient procureur spécial des États-Unis. Il obtient la condamnation de William Dudley Pelley, chef des Silver Shirts, pour sédition. En 1947, il obtient les condamnations de Douglas Chandler (en) et de Robert Best pour trahison, pour avoir participé aux programmes radiodiffusés par les Nazis pendant la Seconde Guerre mondiale,.

### Carrière politique
En 1940, Ewing est président adjoint du Comité national démocrate. En 1942, il en est vice-président jusqu'à sa démission en 1947,.
Au cours de l'hiver 1946-1947, après que les républicains remportent largement les élections de mi-mandat, Ewing commence à tenir des réunions chez lui à Washington qui conduisent à la formulation du Fair Deal de Truman. Les participants comprennent : Clark M. Clifford, conseiller spécial de Truman (plus tard, le dernier secrétaire à la Défense du président Lyndon B. Johnson), Leon Keyserling (en) du Conseil des conseillers économiques et défenseur d'une croissance économique planifiée, C. Girard Davidson, secrétaire adjoint au Département de l'Intérieur, David A. Morse, secrétaire adjoint du Département du Travail, et Charles S. Murphy (en), un assistant administratif de Truman. En 1948, le Fair Deal aide Truman à battre le républicain Thomas E. Dewey lors de l'élection présidentielle,.
En 1947, Truman nomme Ewing administrateur de Federal Security Agency (en) (FSA - maintenant le Département de la Santé et des Services sociaux). En 1948, Clifford et lui sont responsables de la tournée « Whistle Stop » de Truman. En tant que chef de la FSA jusqu'en 1952, il promeut les droits civils, étend les programmes fédéraux de protection sociale et élargit la couverture de la sécurité sociale. Il permet aux médecins afro-américains de travailler à l'hôpital Gallinger (en) à Washington, DC. Il plaide pour un plan national de santé,.
Ewing est crédité comme l'organisateur et le chef de ce groupe politique non officiel de Truman, bien que certains autres membres aient changé (1947–1952). Ils ont également soutenu la reconnaissance d'Israël (1948), le veto de Truman sur la loi Taft-Hartley et un « État-providence »,.

### Retour au cabinet privé
En 1952, Ewing retourne à la pratique du droit privé. En 1960, il déménage à Chapel Hill, où il est directeur de la Research Triangle Foundation jusqu'en 1989. De 1963 à 1967, il est également président de la Research Triangle Regional Planning Commission,.

### Vie privée et mort
Ewing est un ami proche de Truman,.
Le 4 novembre 1915, il épouse Helen E. Dennis. Ils ont deux fils, George et James D. Ewing (en). Elle est décédée en 1953. En 1955, il épouse Mary Whiting MacKay Thomas,.
Il meurt d'une ischémie compliquée de pneumonie le 8 janvier 1980, chez lui à Chapel Hill, Caroline du Nord,.